# Kart-Bahn Wohlen
Die Kart-Bahn Wohlen ist eine Rennsportanlage für den Kartsport in Waltenschwil im Schweizer Kanton Aargau. 

## Geschichte
Der Bau der Bahn geht auf die 3 Geschäftsleute Josef Meier, Werner Abt und Kurt Sax zurück. Der Outdoor-Kurs wurde am 15. Oktober 1962 als erste permanente Schweizer Kartstrecke eröffnet. 7 Jahre später kam das Restaurant-Gebäude hinzu.

## Streckenbeschreibung
Die Strecke weist eine maximale Länge von rund 825 Metern auf. Sie kann über zwei Kurzanbindungen zum Auslassen zweier Schleifen in vier unterschiedlichen Streckenvarianten konfiguriert werden. Im Frühjahr 2023 wurde die Strecke komplett neu asphaltiert. 

## Veranstaltungen
Auf der Bahn finden Kart-Wettbewerbe statt. Aktuell starten die Schweizer Kart-Meisterschaft und die Schweizer Rotax Max Challenge auf der Strecke.